# Oxigênio (álbum)
Oxigênio é o terceiro álbum da banda mineira Jota Quest, lançado em 7 de julho de 2000. Sua sonoridade prioriza rock e música eletrônica sobre a música negra dos álbuns anteriores. Além de letras de amor, há uma mensagem ecológica na faixa-título "Oxigênio", que teve seus direitos autorais direcionados ao Greenpeace. As críticas foram negativas, considerando as canções pouco inspiradas e com letras pobres. No documentário 20%, feito na época do futuro álbum Até Onde Vai, o grupo expressa arrependimentos sobre Oxigênio, dizendo que foi feito às pressas para aproveitar a onda de popularidade após o sucesso de "Fácil" e uma campanha publicitária de Fanta.

## Faixas
1. Oxigênio
2. Dias Melhores
3. Um Raio Laser
4. O Que Eu Também Não Entendo
5. A Minha Gratidão é Uma Pessoa
6. Tele-Fome
7. Velocidade
8. Desses Tantos Modos
9. Ainda Mais Você
10. Locomotiva
11. Uma Breve História
12. Máquina do Tempo
13. Dois Mundos
14. Vamo Lá

## Créditos

### Jota Quest
- Rogério Flausino: vocal, violão
- Marco Túlio Lara: guitarra, violão
- Márcio Buzelin: teclados
- PJ: baixo
- Paulinho Fonseca: bateria

### Músicos convidados
- Zé Ramalho: vocal em "Oxigênio"
- Milton Nascimento: vocal em "Desses Tantos Modos"
- Marcelo Sussekind: guitarra, eBow (faixas 11, 13)
- Lincoln Olivetti: arranjo de cordas (faixas 6, 10)
- Bernardo Bessler, José Alves, João Daltro, Antonella Pareschi, Carlos Eduardo Hack, Walter Hack, Paschoal Perrota, Marie Christine Springuel, Jesuina Passaroto e Michel Bessler: violinos
- Yura Ranevsky e Marcus Ribeiro: violoncelos
- Ismael Oliveira e Philip Doyle: trompas (faixas 6, 10)
- Vittor Santos: trombone (faixa 3)
- Henrique Band e Rodrigo Bento: saxofones (faixas 9, 12)
- Lelei: saxofone (faixa 3)
- José Carlos Machado Ramos: saxofone (faixas 9, 12)
- Jorge Ceruto: trompete (faixas 3, 9, 12)
- Bidinho: trompete (faixas 9, 12)
- Jessé Sadoc: trompete (faixa 3)
- Malu Brasil, Gil Miranda e Gilce de Paula: vocais de apoio (faixas 9, 11)